# John Beradino
John Beradino (ur. 1 maja 1917, zm. 19 maja 1996) – amerykański aktor i baseballista.

## Filmografia
seriale
- 1950: The Cisco Kid jako Rick Johnson
- 1953: General Electric Theater
- 1958: Jefferson Drum jako Johnny Cracker
- 1963: Szpital miejski jako dr Steve Hardy
- 1990: Bajer z Bel-Air jako dr Harding

film
- 1949: The Kid from Cleveland jako Mac
- 1954: Nagle jako policjant
- 1956: Za wysoką ścianą jako Carl Burkhardt
- 1959: Północ, północny zachód jako sierżant Emile Klinger
- 1982: Zakochani młodzi lekarze

## Wyróżnienia
Posiada swoją gwiazdę na Hollywoodzkiej Alei Gwiazd.